# آرمینین

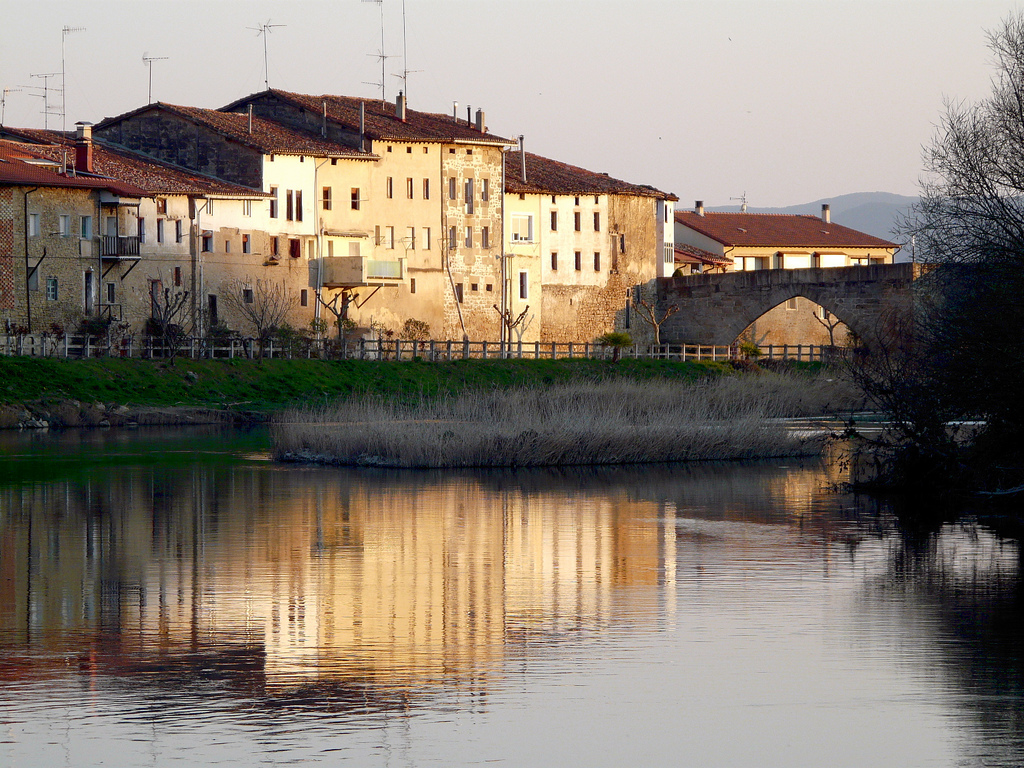
نمایی از دهستان آرمینیُن در استان آلابای اسپانیا - ۲۰۰۹

آرمینیُن دهستانی در استان آلابای اسپانیا است.
در این دهستان ۱۷۹ نفر زندگی می‌کنند. مساحت این دهستان ۱۱ کیلومتر مربع است.

## مراجع
- نام، جمعیت و مساحت از درگاه ملی آمار (اسپانیا) گرفته شده است.